# نظام التشغيل بلاك بيري
نظام التشغيل بلاك بيري هو نظام تشغيل هواتف محمولة خاص تم تطويره بواسطة شركة بلاك بيري لمتد الكندية من أجل خط بلاك بيري الخاص بها من الأجهزة المحمولة الذكية. يوفر نظام التشغيل تعدد المهام ويدعم أجهزة الإدخال المتخصصة التي تم اعتمادها من قبل بلاك بيري لاستخدامها في الأجهزة المحمولة الخاصة بها، وخاصة عجلة التعقب، وكرة التتبع، ومؤخراً لوحة اللمس وشاشة اللمس.
يدعم نظام بلاك بيري أصلاً البريد الإلكتروني للشركات، من خلال جافا بلاتفورم ميكرو إديشين 1.0، ومؤخراً مجموعة فرعية من MIDP 2.0، والتي تتيح التنشيط والمزامنة اللاسلكية بالكامل مع مايكروسوفت إكستشينج سيرفر أو Lotus Domino أو Novell GroupWise البريد الإلكتروني أو التقويم أو المهام أو الملاحظات وجهات الاتصال، عند استخدامها مع BlackBerry Enterprise Server. يدعم نظام التشغيل أيضًا بروتوكول التطبيقات اللاسلكية 1.2.
قد تكون تحديثات نظام التشغيل متاحة تلقائيًا من شركات الاتصالات اللاسلكية التي تدعم بلاك بيري عبر خدمة تحميل البرامج الجوية (OTASL).
يستطيع مطورو الطرف الثالث كتابة البرامج باستخدام فئات واجهة برمجة تطبيقات بلاك بيري المتاحة، على الرغم من أن التطبيقات التي تستفيد من وظائف معينة يجب أن تكون موقعة رقمياً.
أشارت الأبحاث التي أجريت في يونيو 2011 إلى أن حوالي 45٪ من مطوري الأجهزة المحمولة كانوا يستخدمون المنصة في وقت النشر.
تم إيقاف تشغيل نظام باك بيري بعد إصدار بلاك بيري 10 في يناير 2013، ولكن استمر دعم نظام التشغيل الأقدم حتى نهاية عام 2013.

## تاريخ الإصدار
|  | عفا عليها الزمن |  | تيار |

| 11      | يناير 1999        | ظهر نظام التشغيل BlackBerry OS لأول مرة وتم إصداره لصالح Pager BlackBerry 850 . |
| 4       | مارس 2002         | تم إصداره على هاتف BlackBerry 5810 الذكي. |
| 5.0     | 4 أغسطس 2009      | تم إصداره على BlackBerry Bold 9000 و 8520 وجاء إلى هواتف BlackBerry الذكية الأخرى لفترة قصيرة بعد صدوره. |
| 6.0     | الربع الثالث 2010 | في أبريل 2010، أعلنت RIM عن إصدار BlackBerry OS 6.0، والذي تم إصداره في الربع الثالث من عام 2010. تضمن هذا الإصدار متصفحًا جديدًا يستند إلى WebKit. |
| 7.0     | أغسطس 2011        | أظهر BlackBerry OS 7 تحسينات متعددة في الأداء (بما في ذلك استخدام تقنية "Liquid Graphics" لتحسين أداء شاشة اللمس)، ومتصفح ويب «محسّن بشكل كبير» (بما في ذلك دعم فيديو HTML5)، والبحث المنشط الصوتي، و "BlackBerry Balance" - ميزة تسمح يتم فصل المحتوى الشخصي والمتعلق بالعمل عن بعضها البعض على جهاز واحد. الإصدار الذي تم إطلاقه حصريًا على طرز BlackBerry الجديدة التي تم الإعلان عنها بشكل متزامن، بما في ذلك Bold 9900 و 9930، و Torch 9810 و 9860، من بين أمور أخرى، مع RIM تفيد بأنها لن تصدر تحديثات للأجهزة الحالية. |
| 7.1     | يناير 2012        | تم الآن استبداله بواسطة نظام التشغيل BlackBerry 10 ، ولكن لا يزال يباع من قبل BlackBerry على هواتفه الذكية. كان هذا تحديثًا للإصدار 7.0 وأضف العديد من الميزات الجديدة مقارنة بـ 7.0، بما في ذلك - القدرة على إنشاء نقطة اتصال Wi-Fi - دعم للاتصال واي فاي - دعم راديو FM على المنحنى - Blackberry Tag (مشاركة الصور باستخدام NFC) |
| الإصدار | Release date      | ميزات / معلومات حول |

### بلاك بيري 9720
يشغّل بلاك بيري 9720 إصدارًا من نظام بلاك بيري 7.1 مع تحديثات لواجهة المستخدم تحاكي بلاك بيري 10، ويشمل ذلك شاشة قفل جديدة وإعادة تصميم تطبيق Switcher والموسيقى والصور ومقاطع الفيديو وتطبيقات الهاتف.

## التوفر
بينما تقوم BlackBerry Ltd. بتطوير إصدارات محدثة من نظام التشغيل الخاص بها وإصدارها لدعم كل جهاز، فإن الأمر يعود إلى شركات النقل الفردية لتقرير ما إذا كان سيتم إصدار نسخة لمستخدميها ومتى.
|  | توقف |  | لا تزال تباع |

| الإصدار | الأجهزة المدعومة: BlackBerry 8000 series                                             |
| ------- | ------------------------------------------------------------------------------------ |
| 4.5     | أجهزة BlackBerry في سلسلة 8100 و 8800، بالإضافة إلى BlackBerry Curve 8300/8310/8320. |
| 4.6     | بلاك بيري بيرل.                                                                      |
| 5.0     | BlackBerry Curve 8330 / 8350i / 8520/8530/8900.                                      |

| الإصدار | الأجهزة المدعومة: BlackBerry 9000 series                                                                                                |
| ------- | --- |
| 5.0     | BlackBerry Bold 9000 وبلاك بيري ستورم 2 وبلاك بيري تاور.                                                                                |
| 6.0     | BlackBerry Bold 9650/9700/9780 و BlackBerry Curve 9300/9330 و BlackBerry Pearl 9100/9105 و BlackBerry Style 9670 وبلاك بيري تورش 9800 . |
| 7.0     | BlackBerry Bold 9790/9900/9930 و BlackBerry Curve 9350/9360/9370/9380 / بلاك بيري تورش 9810/9850 / وBlackBerry Torch 9860 .             |
| 7.1     | BlackBerry Curve 9310/9315/9220/9320 و BlackBerry 9720.                                                                                 |

## خطوط بلاك بيري
فيما يلي قائمة الخطوط التي تم تضمينها في بعض إصدارات BlackBerry (ملاحظة: لم يتم تضمين بعضها في الإصدارات القديمة):
| - Andalé Mono - خط آريال - BBAlpha Sans - BBAlpha Sans Condensed - BBAlpha Serif - BBCAPITALS - BBCCasual - BBClarity | - BBCondensed - BBGlobal Sans - BBGlobal Serif - BBMilbank - BBMilbank Tall - BBSansSerif - BBSansSerifSquare - BBSerifFixed | - Comic Sans MS - Courier New - Georgia - Impact - تاهوما - تايمز نيو رومان - Trebuchet MS - Verdana |

 تستند BBAlphaSans وBBAlphaSerif إلى خطوط DejaVu البرمجية المجانية.

## BlackBerry Tablet OS
في 27 أيلول (سبتمبر) 2010، أعلنت BlackBerry Ltd. عن نظام أساسي جديد غير قائم على كيو إن إكس، وهو BlackBerry Tablet OS، لتشغيله على جهاز الكمبيوتر اللوحي بلاك بيري بلاي بوك الذي تم إصداره مؤخرًا.